# Senkamanisken
Sekheperenre Senkamanisken là một vị vua người Nubia cai trị Vương quốc Kush vào khoảng năm 643 - 623 TCN. Tuy không còn quyền cai trị Ai Cập nhưng ông vẫn sử dụng các danh hiệu của một vị pharaon.

## Tiểu sử
Senkamanisken là con của một vương hậu tên là Maletaral. Đa số tin rằng, ông là con của vua Khukare Atlanersa. Senkamanisken có thể đã lấy Nasalsa, và bà được cho là một người chị em của ông. Họ sinh được hai con trai, về sau đều trở thành vua, là Anlamani và Aspelta. Senkamanisken cũng có thể là chồng của Amanimalel và Masalaye, chủ nhân của hai ngôi mộ Nu.22 và 23.

## Chứng thực
Tên của Senkamanisken đã được thêm vào trên bệ thờ của vua Atlanersa, vì thế Senkamanisken chắc chắn là người kế vị của Atlanersa. Ông cũng đã cho hoàn thành ngôi đền B700 tại Gebel Barkal, vốn được xây dựng dưới thời Atlanersa.
Một bức tượng bằng đá granite bị vỡ của nhà vua đã được tìm thấy trong một hố chôn tại Gebel Barkal. Phần đầu và thân tượng sau đó được đưa về Bảo tàng Boston để phục hồi. Một tượng nhân sư tại đó cũng có khắc tên của ông. Nhiều vật thể khác mang tên Atlanersa được tìm thấy tại Meroe, thủ đô của Kush sau khi Napata bị Psamtik II chiếm vào năm 592 TCN.
Senkamanisken được an táng tại ngôi mộ Nu.3 tại Nuri. Hơn 1200 tượng shabti của nhà vua được tìm thấy.

## Hình ảnh

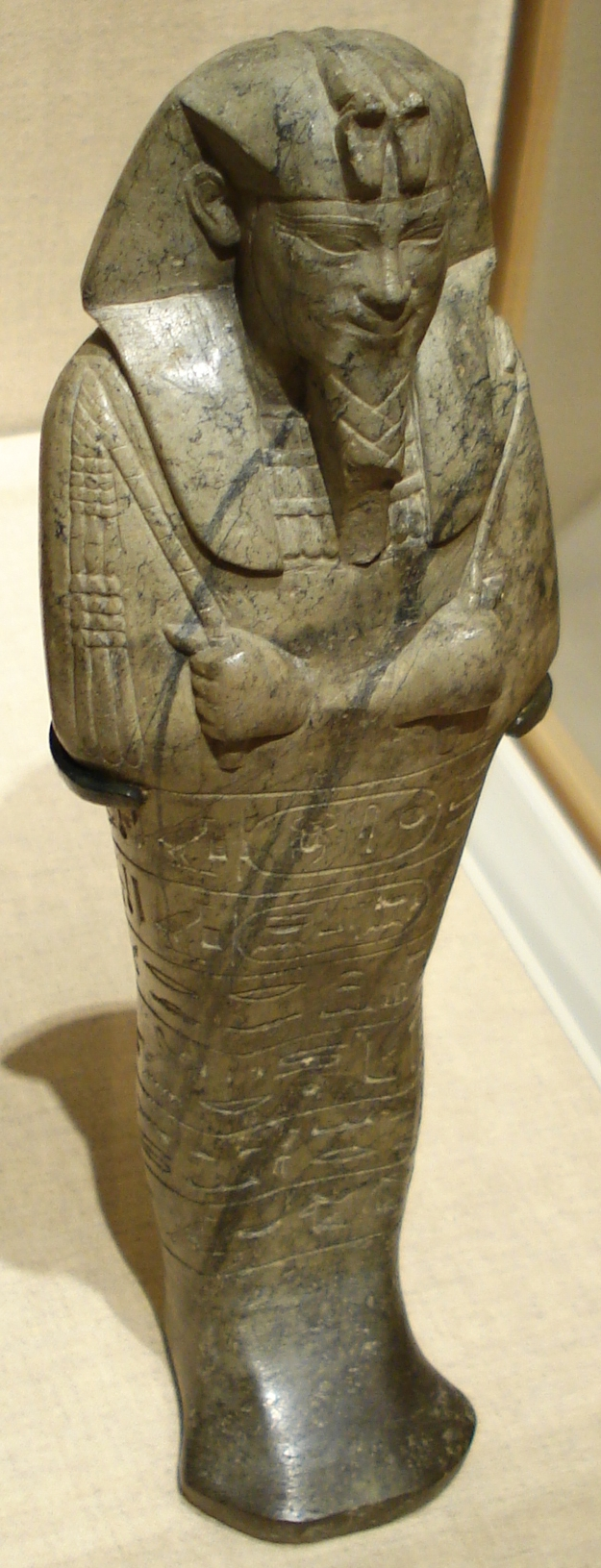
Tượng shabti của Senkamanisken
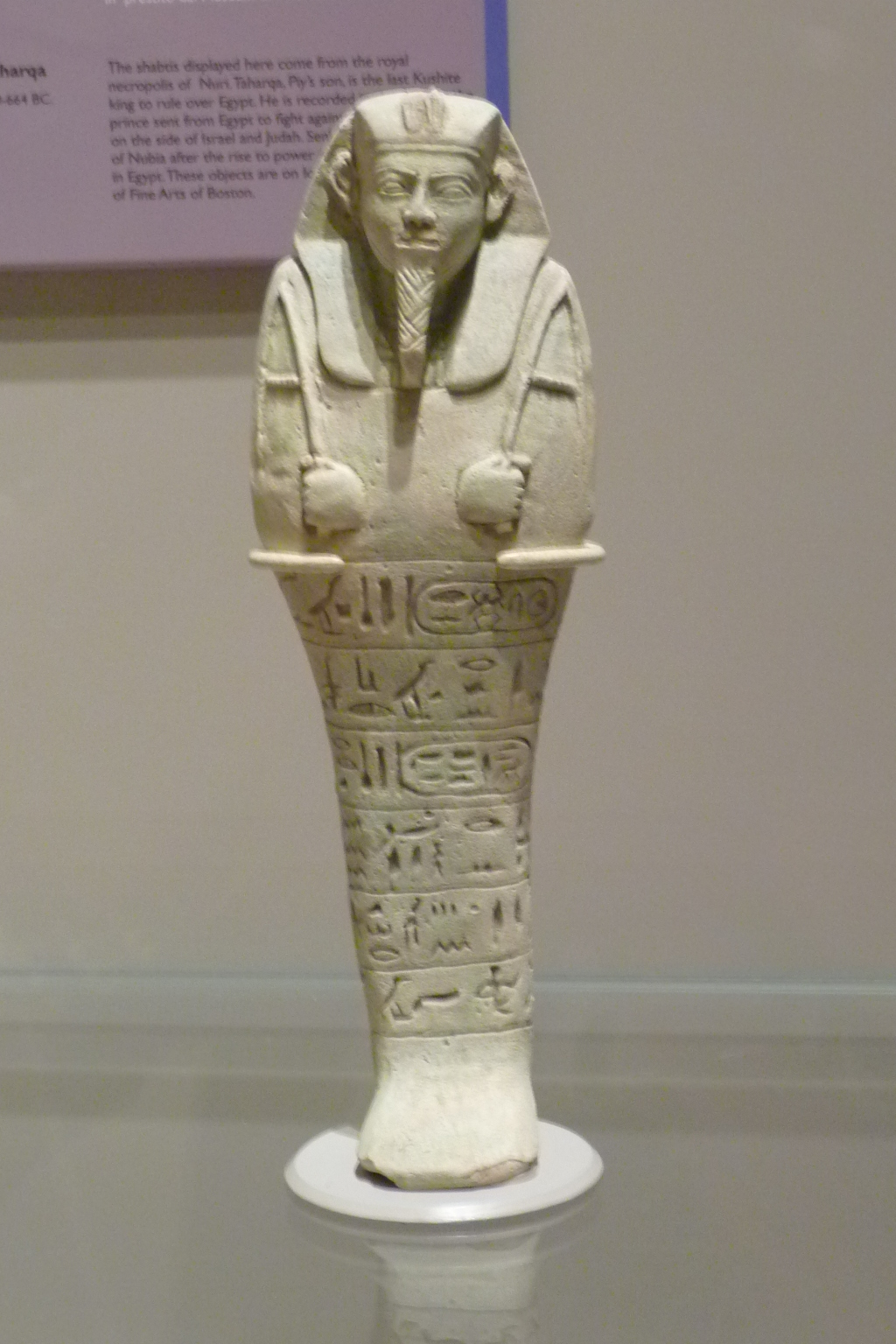
Tượng shabti của Senkamanisken
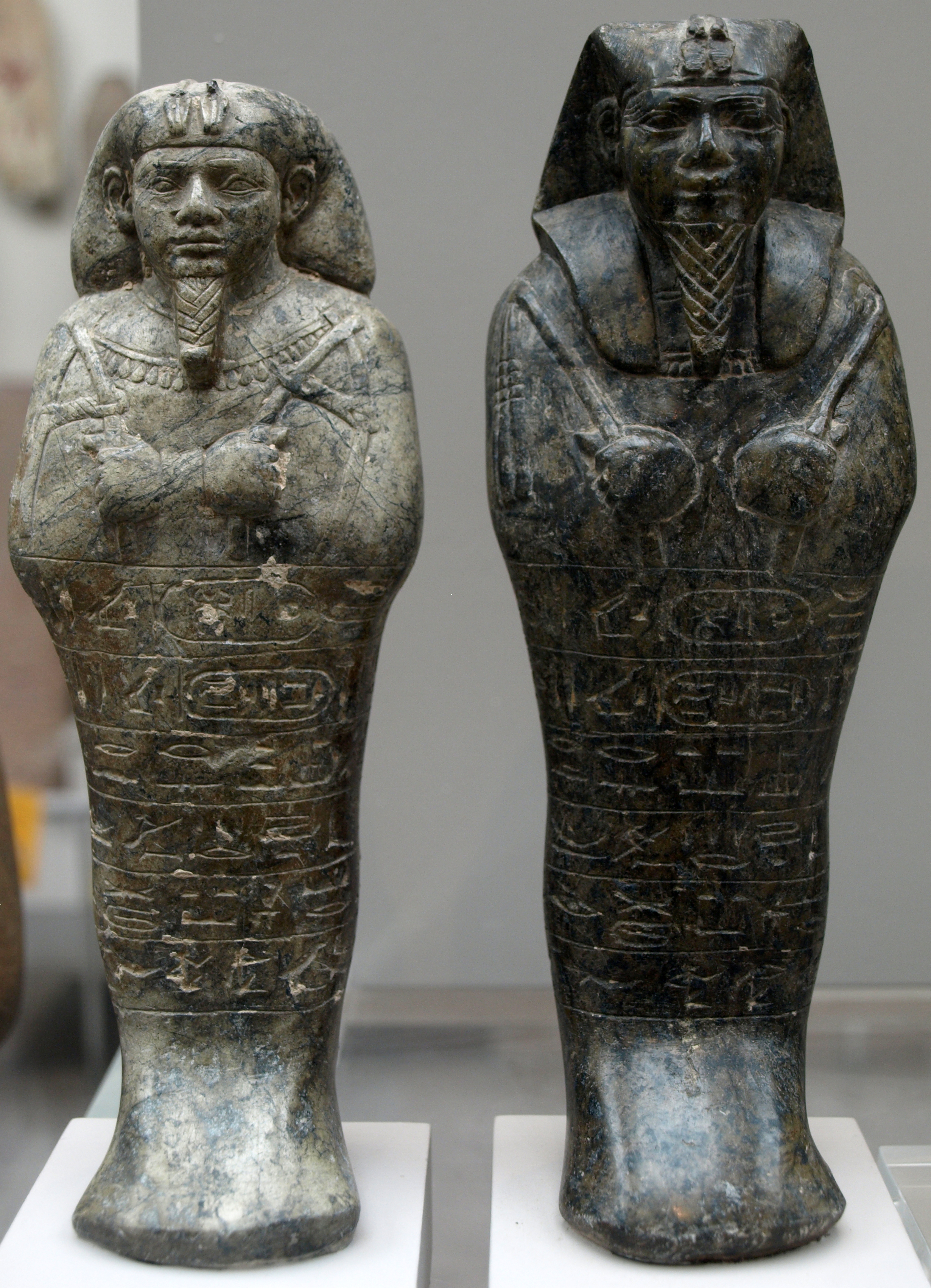
Tượng shabti của Senkamanisken